# Walker Art Gallery
La Walker Art Gallery è una pinacoteca di Liverpool, che ospita una delle più vaste collezioni di dipinti del Regno Unito.

## Storia
La Walker Art Gallery fu progettata dagli architetti Cornelius Sherlock e H. H. Vale e venne aperto al pubblico nel 1877, il suo nome viene dal mecenate, Sir Andrew Barclay Walker (1824-1893), sindaco della città di Liverpool.
La pinacoteca si trova in William Brown Street (l'unica via della nazione ad avere unicamente musei), ospitata in un edificio in stile neoclassico.

## La collezione
Nella collezione sono presenti opere databili dalla Crocifissione di Cristo attribuita al misterioso Maestro di Forlì in poi: poche ma scelte le altre pitture italiane (Ercole de' Roberti, Simone Martini, Tiziano), e quelle straniere Rembrandt, Poussin, Adam Elsheimer e, tra gli impressionisti Degas; mentre è tra le più ricche al mondo la collezione di Preraffaelliti. 

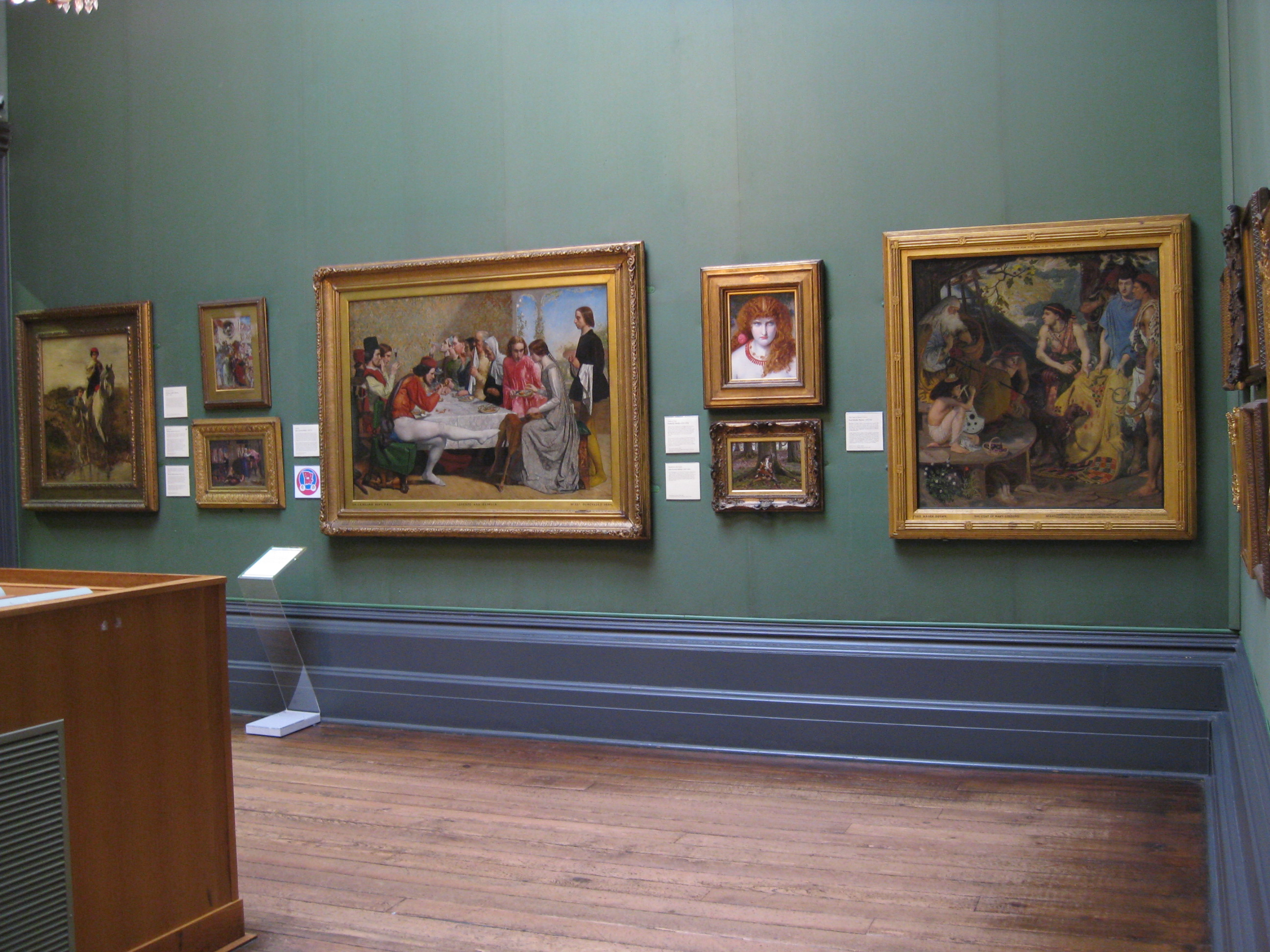

Molti anche i dipinti del Settecento inglese. Il XX secolo è rappresentato da opere di Lucian Freud, David Hockney e Gilbert and George.
La galleria ospita anche mostre temporanee.

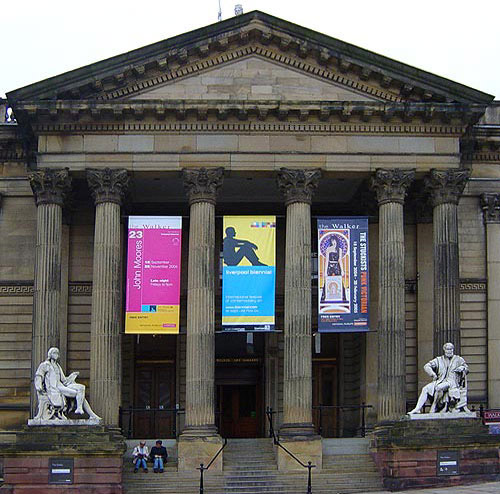
Facciata del museo

Il museo è parte anche della Liverpool Biennial.

## Opere principali
- Perugino, Natività della Vergine, 1472 circa.
- Rosso Fiorentino, Ritratto d'uomo con elmo, 1520 circa.
- Vincenzo degli Azani, "Madonna con il Bambino in Gloria", dipinto su tavola, prima metà del XVI secolo.
- Vincenzo degli Azani, "Santa Caterina d'Alessandria", dipinto su tavola, prima metà del XVI secolo.
- Mattia Preti, "Adorazione dei pastori", 1678 circa